# Amajari
Amajari là một đô thị thuộc bang Roraima, Brasil. Đô thị này có diện tích 28472 km², dân số năm 2007 là 7586 người, mật độ 0,21 người/km².